# الإسلام في بولنيزيا الفرنسية
يعد المسلمون أقلية دينية صغيرة في أرض بولينيزيا الفرنسية. إذ يوجد فيها ما يقدر ب500 مسلم، أغلبهم في تاهيتي، حيث يوجد المسجد الوحيد في بابيتي. افتتح هذا المسجد في 2013 وإمامه هشام البركاني، وهو مواطن فرنسي ذو أصول مغربية عمره 23 سنة. لقد كان في السنوات الأخيرة توتر قوي بين المسيحيين البولينيزيين الفرنسيين من جهة والمسلمين من جهة، بالرغم من أن الحكومة قد أعطت حقوقا للحرية الدينية وحرية إنشاء جمعيات دينية.